# Klinefelters syndrom
Klinefelters syndrom är ett tillstånd med avvikande könsutveckling. Män med Klinefelters syndrom har genuppsättningen XXY, istället för det för män normala XY.
Klinefelters har sitt ursprung i meiosen, då nondisjunction sker av könskromosomerna. Kromosomavvikelsen 47XXY (totalt 47 kromosomer, könskromosomer XXY) uppträder hos ungefär 1 av 700 födda män vilket gör det till en av de vanligaste kromosomavvikelserna. Symtomen är ofta lindriga. Tillståndet anses underdiagnosticerat och det är vanligt att tillståndet upptäcks när patienten söker hjälp för ofrivillig barnlöshet och visar sig ha ingen eller låg spermieproduktion.

## Symptom
Symptomen kan bestå av ett eller flera av de nedanstående, varierande från fall till fall. 
Hypogonadism, vilket kan leda till
- Infertilitet, ingen eller låg spermieproduktion
- Ofullbordad maskuliniserande kroppsutveckling, feminin kroppsform, och/eller breda höfter
- Minskad sexualdrift
- Små testiklar (oftast mindre än 2 cm långa (och alltid kortare än 3.5 cm[3]), 1 cm breda och 4 ml i volym[4]

Övriga möjliga symptom
- Benskörhet
- Avvikelser i tändernas utseende beroende på förstorade pulpakammare, s.k.tjurtänder
- Större risk för cirkulationsrubbningar och bindvävsdefekter
- Ökad benägenhet för autoimmuna sjukdomar
- Brösttillväxt
- Motorikproblem

Vissa anser att de hormonbrister som Klinefelters kan innebära riskerar påverka individer på ett kognitivt psykiskt plan. Här listas möjliga men omdiskuterade[källa behövs] symptom på detta:
- Kommunikationssvårigheter
- Frustrationsrelaterade utbrott
- Passivitet
- Utvecklingsförsening
- Koncentrationssvårigheter
- Utanförskapskänsla
- Dålig motorik
- Inlärningssvårigheter

En variant av Klinefelter ger akromegaloidism utan hypersekretion av tillväxthormon.

## Historia
Vid en diagnos kan man antingen ha fått diagnosnamnet XXY eller Klinefelters syndrom. Dr Harry Klinefelter publicerade 1942 en rapport om nio män med liknande kännetecken: De var långa, de hade små testiklar som producerade otillräcklig mängd testosteron, de hade sparsam skäggväxt och kroppsbehåring samt för män onormal bröstutveckling, gynekomasti.
I slutet av 1950-talet, då man började med kromosomanalyser, upptäcktes att män med dessa särdrag (Klinefelters syndrom) hade en extra uppsättning av könskromosomen X, dvs XXY istället för den normala manliga uppsättningen XY. Senare forskningsstudier har visat på fler symptom som kan orsakas av att man har en extra X-kromosom (XXY-relaterade symptom).